# Ziua internațională a limbii romani
Ziua internațională a limbii romani  este sărbătorită la nivel internațional, în fiecare an, pe data de 5 noiembrie.
La inițiativa deputatului rrom, juristul Daniel Vasile, se propune și se voteză în Parlamentul României (în 12.12.2018) Legea nr. 20/ 8 ianuarie 2019 privind instituirea Zilei Limbii Romani, ziua de 16 iunie putând fi de acum sărbătorită la nivel național. 

## Origine
La data de 5 noiembrie 2008, la Zagreb, Croația, în timpul prezentării primului dicționar rom-croat și croat-rom scris de savantul și politicianul rom Veljko Kajtazi, reprezentanți ai comunității de romi din întreaga lume și membri ai vieții publice croate au semnat carta prin care au pronunțat 5 noiembrie ca „Ziua Limbii Romilor în Republica Croația”. Semnarea cartei a fost inițiată și organizată de Veljko Kajtazi și Asociația Croată pentru Educația Poporului Romilor „Kali Sara” (numită astăzi Uniunea Romilor Croați „KALI SARA”), iar carta a fost semnată de aproximativ 150 de persoane.
În 2009, în cadrul Simpozionului Mondial pentru Standardizarea și Codificarea Limbii Romani, care a avut loc în perioada 3-5 noiembrie 2009 la Zagreb, Croația, Uniunea Internațională a Romilor și Asociația Croată pentru Educația Poporului Rom „Kali Sara” au emis o declarație prin care cer recunoașterea 5 noiembrie ca Ziua Mondială a Limbii Romani în toate țările în care locuiesc romii. Această ocazie a marcat și prima sărbătoare oficială internațională.

## Limba romani
În toată lumea, sunt aproximativ 4,8 milioane de vorbitori de rromani, țara cu cei mai mulți vorbitori fiind România (273.500 de persoane), urmată de Slovacia (253.943). Alte țări unde numărul de vorbitori este peste 100.000 sunt Cehia, Bulgaria și Ungaria. În termeni de procente din populația țărilor, Slovacia este pe primul loc cu 4,8% populație vorbitoare de limbă rromani; România este pe locul 6, cu 1,2%. Limba romani este limba vorbită de romi. Face parte din grupul indic, ramura indo-ariană a limbilor indo-europene. Cu cca. 5–6 milioane de vorbitori, este utilizată în țări de pe toate continentele. Limba este similară cu alte limbi din nordul Indiei (în special punjaba), regiune de unde se presupune că provin romii. Două treimi din vocabular și gramatica de bază sunt indiene. Restul îl constituie cuvinte împrumutate, în cea mai mare parte din persană, greacă și apoi din limbile europene de contact. Având una și aceeași limbă, rromii din îndepărtate regiuni pot comunica foarte ușor între ei.
Unii consideră că romani este un grup de dialecte, în timp ce alții cred că există mai multe limbi romani înrudite. Potrivit publicației „Ethnologue”, șapte varietăți de romani sunt suficient de divergente pentru a fi considerate limbi de sine stătătoare. Cele mai mari dintre acestea sunt romani vlax (peste 500.000 de vorbitori), romani balcanică (în jur de 600.000 de vorbitori nativi) și romani sinte (200.000 de vorbitori). Unele comunități rome vorbesc limbi mixte bazate pe limba regiunii în care locuiesc, dar care păstrează vocabularul romani. Aceste limbi sunt cunoscute de lingviști mai degrabă ca varietăți para-romani, decât dialecte ale limbii romani propriu-zise.

## Standardizarea limbii romani
Marcel Courthiade a prezentat la cel de-al 4-lea Congres IRU (Uniunea Internațională a Romilor), un alfabet rom standardizat, dar care nu a fost adoptat de comunitățile de romi din cauza dezbaterii despre modul de citire a unor litere în funcție de poziția lor. Alfabetul lui Courthiade este folosit doar în Franța, România și Kosovo. Romii din alte țări, cum ar fi Bulgaria, Serbia, Republica Cehă și Slovacia, și-au dezvoltat propriile standarde. Savanții din Suedia continuă să facă progrese către standardizarea limbii romani. Au publicat multe cărți școlare, cărți pentru copii, gramatici și dicționare în diferite dialecte. În România, eforturile de standardizare sunt în primul rând rezultatul muncii lui Gheorghe Sarău, care a alcătuit o variantă purificată a limbii romani, folosită acum în învățământ. Alfabetul folosit în România pentru scrierea limbii rrome este de bază latină, cu câteva caractere speciale precum č, ž etc.